# Кодоња-Кардано (Комо)
Кодоња-Кардано је насеље у Италији у округу Комо, региону Ломбардија.
Према процени из 2011. у насељу је живело 892 становника. Насеље се налази на надморској висини од 398 м.